# Sylvia Potts
Sylvia Mildred Potts, geborene Sylvia Mildred Oxenham (* 19. September 1943 in Palmerston North; † 31. August 1999 in Hastings), war eine neuseeländische Mittelstreckenläuferin.
1968 erreichte sie bei den Olympischen Spielen in Mexiko-Stadt über 800 m das Halbfinale.
Bei den British Commonwealth Games 1970 in Edinburgh stürzte sie über 1500 m in Führung liegend zwei Meter vor dem Ziel und fiel auf den neunten Platz zurück. Über 800 m wurde sie Fünfte.
1974 wurde sie bei den British Commonwealth Games in Christchurch Achte über 1500 m.
Dreimal wurde sie Neuseeländische Meisterin über 440 Yards bzw. 400 m (1967, 1969, 1970), zweimal über 880 Yards (1969) bzw. 800 m (1970 mit ihrer persönlichen Bestzeit von 2:04,08 min) und einmal im Crosslauf (1970).
1965 heiratete sie ihren Trainer Alan Potts. Im Alter von 55 Jahren erlag sie einem Krebsleiden.